# Trioza molokaiensis
Trioza molokaiensis är en insektsart som beskrevs av Crawford 1927. Trioza molokaiensis ingår i släktet Trioza och familjen spetsbladloppor. Inga underarter finns listade i Catalogue of Life.